# Panique (film, 1977)
Pour les articles homonymes, voir Panique.
Pour plus de détails, voir Fiche technique et Distribution.
Panique est un film québécois de Jean-Claude Lord produit en 1977.

## Synopsis
Une grande ville voit son eau potable contaminée par les produits chimiques d'une usine de pâtes à papier, entraînant notamment la mort d'un enfant. D'abord chargée de la communication de l'entreprise responsable, Françoise Jelinek se retourne finalement contre son employeur.

## Fiche technique
- Réalisation : Jean-Claude Lord
- Scénario : Jean-Claude Lord, Jean Salvy
- Musique : Pierre F. Brault
- Direction artistique : Michel Proulx
- Costumes : Denis Sperdouklis
- Photographie : François Protat
- Son : Henri Blondeau
- Montage : Jean-Claude Lord
- Production : Pierre David, René Malo
- Société de production : Productions Mutuelles
- Pays de production : Canada
- Format : couleurs - 35 mm
- Genre : catastrophe, drame
- Durée : 96 minutes
- Dates de sortie : 
  - Québec : 16 septembre 1977
  - France : 15 mars 1978[1],[2]

## Distribution
- Paule Baillargeon : Françoise Gélinek
- Jean Coutu : Raymond St-Jacques
- Lise Thouin : Hélène
- Pierre Thériault : Robert Johnson
- Jacques Thisdale : Benoît
- Raymond Lévesque : Michel Longpré
- Gérard Poirier : Le Premier Ministre Chevrier
- Jean-Marie Lemieux : Claude Bédard
- Benoît Girard : Maurice Falardeau
- Claude Michaud : Paul
- Jean Besré
- Elise Varo : Nicole Lautrec
- Louise Cuerrier
- Louise Turcot
- Catherine Bégin
- André St-Denis
- Gabriel Arcand
- Roger Lebel
- Martine Pratte
- J. Léo Gagnon
- Catherine Tremblay
- Yvon Barrette
- Michèle Craig
- Marc Legault
- Gisèle Lussier
- Yvon Thiboutot
- Rachel Cailhier
- Jean Mathieu
- Francine Vézina
- Walter Bolton
- Louise St-Pierre
- Thomas Donohue
- Elizabeth Lesieur
- Michel Garneau
- Salvatore Sciaso
- Jean-René Ouellet
- Giacomina Sciarra
- Hubert Noël
- Sylvie Collard
- Jean-Pierre Cartier
- Murielle Paquet
- Normand Labelle
- Robert Lavoie
- Pierre Luc
- Louise Lavallée-Cliche
- Jean Marchand
- Hélène Lasnier
- Richard Desmarais
- Claire Pimparé
- Gisèle Trépanier
- Alain Labelle
- Patricia Soleil
- Yves Allaire
- Michelle Tisseyre
- Lisette Guertin
- Claude-Jean Devirieux
- Gilbert Comtois
- Diane Préfontaine
- Paul Gauthier
- Pierre Raynauld
- Gaëtan Deschênes
- Robert Filion